# Episodi di Mazinga Z
Qui di seguito la lista degli episodi di Mazinga Z (マジンガーZ?, Majingā Z), anime prodotto da Toei Animation e andato in onda su Fuji Television dal 3 dicembre 1972 al 1º settembre 1974, tratto dall'omonimo manga di Gō Nagai. In Italia è andato in onda per la prima volta su Rai 1 a partire dal 21 gennaio 1980 dove furono trasmessi 51 dei 92 episodi prodotti. Gli episodi inediti sono stati distribuiti in DVD da Yamato Video/La Gazzetta dello Sport da giugno 2015 e sono andati in onda dal settembre 2015 al gennaio 2016 sulla rete a pagamento Man-ga.

## Lista episodi
| Nº | Titolo italiano Giapponese 「Kanji」 - Rōmaji | In onda           | In onda           |
| Nº | Titolo italiano Giapponese 「Kanji」 - Rōmaji | Giapponese        | Italiano          |
| 1  | Nascita di un robot prodigioso 「驚異のロボット誕生」 - Kyōi no robotto tanjō | 3 dicembre 1972   | 21 gennaio 1980   |
| 1  | Per ordine del dottor Inferno, il barone Ashura uccide il professor Kabuto. L'anziano scienziato, prima di morire, mostra ai suoi nipoti la sua creazione più riuscita: il grande robot Mazinga Z. Adesso toccherà al nipote Rio imparare a pilotarlo per contrastare il dottor Inferno. |                   |                   |
| 2  | Fermate l'esercito di Ashura 「ストップ ザ あしゅら軍団」 - Sutoppu za Ashura gundan | 10 dicembre 1972  | 22 gennaio 1980   |
| 2  | Rio e Shiro fanno la conoscenza di Sayaka e di suo padre. Sayaka pilota il robot femmina Afrodite A e accetta di insegnare a Rio a pilotare Mazinga Z. |                   |                   |
| 3  | Operazione distruzione Mazinga 「マジンガーZ 消滅作戦」 - Majingā Z shōmetsu sakusen | 17 dicembre 1972  | 23 gennaio 1980   |
| 3  | I ragazzi incontrano Boss e la sua banda di teppisti ed entrano subito in contrasto. Rio non sopporta più di dover ricevere lezioni da Sayaka ma si accorge presto dei suoi errori. |                   |                   |
| 4  | Uno scontro difficile per Mazinga Z! 「マジンガーZ 絶体絶命!!」 - Majingā Z zettai zetsumei!! | 24 dicembre 1972  | 21 settembre 2015 |
| 4  | Rio comincia a frequentare la scuola e Boss lo sfida a una gara in motocicletta. Mentre il dottor Inferno mette a punto un robot in grado di disattivare i controlli di Mazinga Z e Afrodite A, manda una squadra all'assalto dell'Istituto di ricerca sull'energia fotoatomica. |                   |                   |
| 5  | Appare il fantasma di Mazinga Z 「ゴーストマジンガー出現」 - Gōsuto Majingā shutsugen | 31 dicembre 1972  | 22 settembre 2015 |
| 5  | Il dottor Inferno costruisce un mostro meccanico in grado di creare delle illusioni ottiche. Dopo aver messo in cattiva luce Rio Kabuto, tende una trappola a Mazinga Z. |                   |                   |
| 6  | Attacco su due fronti 「ドクター・ヘルの二大機械獣」 - Dokutā Heru no ni dai kikaijū | 7 gennaio 1973    | 24 gennaio 1980   |
| 6  | Il dottor Inferno progetta un doppio attacco: con il mostro meccanico Tsaila attira Mazinga Z lontano dalla base, e con un altro robot, Dankel, attacca l'istituto di ricerca per l'energia fotoatomica. Mazinga Z durante il combattimento rimane bloccato sotto le macerie ma, grazie ai consigli del professor Yumi, riesce a salvarsi e a disintegrare Tsaila. Nel frattempo, il secondo mostro meccanico è già arrivato alla base e Afrodite A tenta di distrarlo dal suo obiettivo; Mazinga Z arriva giust'in tempo per salvare Sayaka e l'istituto. |                   |                   |
| 7  | Le tattiche del barone Ashura 「あしゅら男爵の大謀略」 - Ashura danshaku no dai bōryaku | 14 gennaio 1973   | 28 gennaio 1980   |
| 7  | Il barone Ashura nasconde il suo lato maschile e spiega agli abitanti della città che le loro vite saranno sempre in pericolo fintanto che il professor Yumi e Rio continueranno a combattere. La folla inferocita ferisce il professor Yumi e protesta a favore della chiusura dell'istituto di ricerca per l'energia fotoatomica. Sayaka, colpita dalla sorte del padre, ha un momento di debolezza e all'arrivo di un mostro meccanico decide di non attaccare. Anche Rio all'inizio esita, ma Shiro riesce a convincerlo dei sinceri ideali di giustizia del professore, e con l'aiuto di Sayaka riesce a sconfiggere il nemico. |                   |                   |
| 8  | La grande statua di Abdora 「大魔神 アブドラの正体!!」 - Daimajin Abudora no shōtai!! | 21 gennaio 1973   | 29 gennaio 1980   |
| 8  | Sayaka vorrebbe combattere al fianco di Mazinga Z, quindi chiede agli scienziati dell'istituto di ricerca di potenziare Afrodite A. In molti però non sono d'accordo, tra cui anche Rio. Sayaka si renderà conto di persona di aver sbagliato quando finirà in mezzo ai guai a causa di un mostro meccanico del dottor Inferno. |                   |                   |
| 9  | Deimos F3, robot scomponibile 「デイモスF3は悪魔の落し子」 - Deimosu F3 wa akuma no otoshigo | 28 gennaio 1973   | 30 gennaio 1980   |
| 9  | Il dottor Inferno realizza un mostro meccanico scomponibile e ricomponibile a distanza, Deimos F3, e incarica il barone Ashura di inviarlo a pezzi nei pressi dell'istituto di ricerca per l'energia fotoatomica. Una volta arrivato a destinazione Deimos F3 si ricompone e inizia a danneggiare Mazinga Z. Afrodite A riesce a malapena a distrarlo fino all'arrivo di Rio, che riprende il comando del robot e fonde il mostro meccanico. |                   |                   |
| 10 | Dyan dal braccio d'acciaio 「空飛ぶ鉄腕ダイアン」 - Soratobu tetsuwan Daian | 4 febbraio 1973   | 31 gennaio 1980   |
| 10 | Il barone Ashura rapisce Shiro mentre è a casa da solo e lo porta nella sua isola mobile. Rio, Boss e Sayaka tentano di avvicinarsi per liberare Shiro ma il mostro meccanico Dyan N4 li contrasta e si dirige verso l'istituto per l'energia fotoatomica. Sayaka riesce a tornare in tempo alla base e fronteggia il mostro con Afrodite A mentre Rio è rimasto sull'isola del barone Ashura per salvare Shiro con l'aliante slittante. Rio riesce a salvare Shiro e torna nella testa di Mazinga Z per sconfiggere il nemico. |                   |                   |
| 11 | Il grande cannone Galeno 「幻の巨砲ガレンを爆破せよ!!」 - Maboroshi no kyohō Garen o bakuha seyo!! | 11 febbraio 1973  | 4 febbraio 1980   |
| 11 | Il barone Ashura scopre nei pressi dell'istituto di ricerca per l'energia fotoatomica il leggendario cannone Galeno, rimasto nascosto dalla sconfitta del Giappone nella Seconda guerra mondiale. Il dottor Inferno intende ripararlo per distruggere l'istituto e costruisce il robot meccanico Brighton J2 per difendere la zona dei lavori. Sayaka scopre la presenza delle maschere di ferro e avverte Rio, che interviene con l'aiuto di Boss e la sua banda. Insieme riescono a distruggere con una bomba il cannone e Mazinga Z sgretola il mostro meccanico. |                   |                   |
| 12 | Il tradimento di Vicong 「裏切者！巨大化ロボット・バイコング」 - Uragirimono! Kyodai-ka robotto Baikongu | 18 febbraio 1973  | 5 febbraio 1980   |
| 12 | Alla festa della scuola di Rio, i protagonisti conoscono un bambino che ha costruito un robottino telecomandato chiamato Vicong e lo considera come un fratello. Il barone Ashura però gli sottrae il robot e lo ingrandisce con il fucile gigantometro del dottor Inferno, ora si chiama Vicong 09. Ashura dirige il neo mostro meccanico verso la città per portare distruzione. Mazinga Z e Afrodite A intervengono subito e il vecchio proprietario di Vicong rivela a malincuore il suo punto debole a Rio, che lo riduce in mille pezzi. |                   |                   |
| 13 | Una gara di pupazzi di neve 「悪魔の大回転攻撃!!」 - Akuma no daikaiten kōgeki!! | 25 febbraio 1973  | 6 febbraio 1980   |
| 13 | Il nuovo mostro meccanico del barone Ashura è in grado di mimetizzarsi e rotolare come una palla di neve. Il professor Yumi avverte la presenza di un oggetto sconosciuto e lo comunica a Sayaka, che si mette alla ricerca con Afrodite A. Boss e i suoi amici usano il mostro meccanico mimetizzato per una gara di sculture di neve, ma quando la palla si allontana da sola anche loro si mettono a inseguirla. Rio mette KO le maschere di ferro riunite nel suo giardino e si mette ai comandi di Mazinga Z per distruggere il mostro meccanico. |                   |                   |
| 14 | Infuriati! Spartan, il gigante dormiente 「怒れ！眠れる巨人スパルタン」 - Okore! Nemureru kyojin Suparutan | 4 marzo 1973      | 5 ottobre 2015    |
| 14 | Spartan K5 è un nuovo mostro meccanico costruito dal dottor Inferno, con l'anima di un guerriero. Il problema è che, avendo un'anima, il robot usa le sue armi solo per difendersi e mai per attaccare: infatti il mostro meccanico passa tutto il suo tempo a dormire. Rio e Sayaka si accorgono subito che non è malvagio e, non appena si viene a sapere in giro, la reputazione del dottor Inferno crolla. Il dottore fa piazzare nella notte delle bombe sugli arti di Spartan per distruggerlo, ma queste non esplodono. Il giorno dopo, Shiro e la banda di Boss vanno a ballare sul corpo del robot dormiente con la radio e il tamburo regalati a Shiro per il suo compleanno, ma la musica risveglia nel mostro meccanico l'istinto bellico e Mazinga Z è costretto a intervenire. Spartan K5 sembra indistruttibile, e quando Rio sembra non avere più speranze, l'esplosivo piazzato in precedenza dal dottor Inferno entra in funzione, facendo sembrare che il mostro meccanico si sia autodistrutto. |                   |                   |
| 15 | Attacco con l'alta marea 「機械獣 大津波作戦」 - Kikaijū ōtsu nami sakusen | 11 marzo 1973     | 7 febbraio 1980   |
| 15 | Il barone Ashura lancia all'attacco Kigul E7 dal mare e Mazinga Z corre ad affrontarlo. Nel frattempo Gorius F3 assale l'istituto di energia fotoatomica e Rio deve tornare indietro. Gorius F3 usa una frusta elettrica con la quale danneggia Mazinga Z, ma anche lui perde la sua energia con il raggio termico. Entrambi i robot vengono riparati in fretta e Mazinga Z riesce ad avere la meglio su Gorius F3. |                   |                   |
| 16 | Il tornado misterioso 「兜甲児 暗殺指令!!」 - Kabuto Kōji ansatsu shirei!! | 18 marzo 1973     | 12 febbraio 1980  |
| 16 | Il nuovo mostro meccanico del dottor Inferno, Vulcano P5, può sparare della colla rosa e generare un tornado. Con una tromba d'aria attira Rio lontano dall'istituto di ricerca per l'energia fotoatomica con l'aliante slittante e lo incolla al terreno. Il barone Ashura ordina alle maschere di ferro di dargli fuoco ma il calore scioglie la colla e Rio riesce a scappare. Nel frattempo, Sayaka che era accorsa in suo aiuto gli protegge le spalle da Vulcano P5 che lo sta inseguendo e distrugge il suo congegno per la colla. Rio ritorna nella foresta con Mazinga Z e sconfigge il mostro. |                   |                   |
| 17 | L'ultimatum di Ashura 「地底機械獣 ホルゾンV3」 - Chitei kikaijū Horuzon V3 | 25 marzo 1973     | 25 febbraio 1980  |
| 17 | Il barone Ashura lancia un ultimatum al professor Yumi: se non si dimetterà dall'istituto per l'energia fotoatomica, raderà al suolo il Giappone. Il professor Yumi non se la sente di mettere in pericolo la popolazione e pensa di accettare la proposta del nemico. Il barone Ashura, però, non si accontenta e chiede in ricatto anche la lega Japanium, ma i professori incaricati di prelevarla dal magazzino portano un falso metallo. Il dottor Inferno si accorge dell'inganno e il barone Ashura, attacca l'istituto scientifico con il mostro meccanico Orson V3, che verrà sconfitto da Afrodite A e Mazinga Z. |                   |                   |
| 18 | Glossam, il terrore del mare 「海のギャング 海賊グロッサム！」 - Umi no gyangu kaizoku Gurossamu! | 1º aprile 1973    | 11 febbraio 1980  |
| 18 | Il dottor Inferno costruisce Glossam X2, un nuovo mostro meccanico in grado di combattere sotto la superficie del mare, sfruttando un punto debole di Mazinga Z e Afrodite A. Il mostro meccanico attacca tutte le navi nell'Oceano Pacifico, tra cui anche la nave dove stanno viaggiando la figlia Lisa e la moglie del professor Gordon, in visita all'istituto per l'energia fotoatomica. Solo Lisa riesce a salvarsi grazie al sacrificio della madre e viene portata all'istituto da Rio e Sayaka. Gli scienziati iniziano a implementare in Mazinga Z le funzioni subacquee collaborando con il professor Gordon e sua figlia Lisa. Con l'effetto sorpresa, Rio mette fuori gioco Glossam X2 con il nuovo Mazinga Z. |                   |                   |
| 19 | Il mostro volante 「飛行魔獣 デビラーX!!」 - Hikō majū debirā X!! | 8 aprile 1973     | 13 febbraio 1980  |
| 19 | Il dottor Inferno realizza Diabolicus X1, un mostro meccanico in grado di volare che attacca l'istituto di energia fotoatomica. Rio lascia la festa di compleanno di Boss per affrontare il nemico ma viene sconfitto, precipita, e per fortuna Afrodite A lo prende al volo. Il mostro si allontana non potendo fare niente contro la barriera della base. Gli scienziati non hanno il tempo di potenziare ancora Mazinga Z per farlo volare e così Rio si allena con Boss e i suoi amici per sconfiggere Diabolicus. Quando ritorna il mostro meccanico, Rio lo distrugge sfruttando il pugno boomerang e il raggio termico. |                   |                   |
| 20 | Una prova di coraggio 「嵐を呼ぶ機械獣ストロンガー」 - Arashi o yobu kikaijū Sutorongā | 15 aprile 1973    | 26 febbraio 1980  |
| 20 | Mitsuo Satomi è un nuovo studente della stessa età di Shiro, un po' grassottello e timido, che viene subito preso in giro da Onimaru. Shiro gli consiglia di ribellarsi ma Mitsuo non ama la violenza. In una gita scolastica sulla spiaggia, Mitsuo si allontana dalla classe per scoprire la provenienza di un forte vento, ma viene catturato dal barone Ashura. Il barone non lo uccide per concedergli di pilotare il mostro meccanico Stronger T4 e vendicarsi con i suoi compagni che lo hanno preso in giro. Mitsuo prende Onimaru con un braccio del robot e lo solleva, però Rio, Sayaka, Shiro (arrivati sulla spiaggia per seguire la tromba d'aria) e la maestra lo fanno ragionare e Mitsuo perdona Onimaru. Purtroppo Ashura riprende il controllo del mostro meccanico e Rio e Sayaka corrono a prendere i comandi di Mazinga Z e Afrodite A. Rio però non può attaccare Stronger fintanto che a bordo ci sono i due bambini, quindi sgancia l'aliante slittante per portarli lontani dal pericolo. Il mostro meccanico ne approfitta per scagliare a terra Mazinga Z, ma grazie all'aiuto di Afrodite A Rio riesce nuovamente ad agganciarsi e con la nuova arma "tempesta magnetica" distrugge il nemico. Adesso Mitsuo e Onimaru sono diventati ottimi amici. |                   |                   |
| 21 | Duello nella città fantasma 「ゴースト・タウンの決闘」 - Gōsuto taun no kettō | 22 aprile 1973    | 27 febbraio 1980  |
| 21 | Rio, Shiro, Boss e i suoi amici stanno giocando a fare i cowboys nella città fantasma di Izu quando si accorgono di un incendio e arriva un mostro meccanico, Winder A2. Rio riesce a scappare mentre il barone Ashura cattura i suoi amici. Afrodite A corre subito in soccorso ma il mostro meccanico inverte i comandi facendola andare contro Mazinga Z. Rio sferra un pugno sulla testa di Afrodite A che torna in sesto e corre a salvare i suoi amici, presi in ostaggio dal barone Ashura e le maschere di ferro. Ashura rinuncia al piano di trasformare la città fantasma in officina e Mazinga Z sconfigge il mostro meccanico, con l'aiuto di Afrodite A. |                   |                   |
| 22 | La fortezza subacquea Salus 「追撃!!海底要塞サルード」 - Tsuigeki!! Kaitei yōsai Sarūdo | 29 aprile 1973    | 28 febbraio 1980  |
| 22 | Il barone Ashura, nella base sottomarina Salus, distrugge molte navi con il mostro meccanico Balanger M1 e Mazinga Z entra nel mare per scoprire di cosa si tratta. Il barone Ashura lo intrappola ma poi lo allontana prima che distrugga tutto il sottomarino. Rio torna al laboratorio e chiede di poter disporre di armi subacquee, ma i professori non sono pronti a svilupparle in tempo. Il dottor Inferno ordina di tornare all'attacco e Mazinga Z tenta il tutto per tutto affrontando il nuovo mostro meccanico Balanger M2. Mentre la fortezza Salus riesce a scappare, Mazinga Z attira il mostro in superficie, dove le sue armi non sono efficaci, e lo sconfigge con i pugni a razzo. |                   |                   |
| 23 | I capricci di Yuri 「機械獣ダムダム 大車輪作戦」 - Kikaijū Damu Damu daisharin sakusen | 6 maggio 1973     | 3 marzo 1980      |
| 23 | Dam-Dam L2, un nuovo mostro meccanico, scopre un giacimento di Japanium nella periferia di Oniahara e Mazinga Z riesce a metterlo in fuga prima che estragga il materiale. Yuri, la cuginetta di Sayaka è andata all'istituto di ricerca per l'energia fotoatomica per stare con suo zio, il professor Yumi e fa amicizia con Rio. La bambina però, è molto viziata e non sa ancora camminare perché è sempre stata portata in giro con la sedia a rotelle. Il mostro meccanico torna al lavoro e Rio deve andare ad affrontarlo; Yuri si arrabbia ed esce di casa ma il barone Ashura la cattura e la usa come ostaggio contro Rio. Mazinga Z smette di attaccare e Yuri, in un momento di distrazione di Ashura, trova la forza di camminare e fuggire al suo controllo. Adesso Mazinga Z non deve più proteggerla e può distruggere il mostro meccanico. |                   |                   |
| 24 | L'attacco del robot supersonico 「マッハ機械獣 ジンライ」 - Mahha kikaijū jinrai | 13 maggio 1973    | 4 marzo 1980      |
| 24 | Il dottor Inferno plasma il mostro meccanico Jinrai S1, in grado di volare più velocemente del suono, e lo lancia sulla città. Mazinga Z accorre per l'emergenza ma subisce i missili del nemico senza vederlo. Ciò nonostante, gli scienziati dell'istituto di ricerca riescono a identificare il robot nemico e a capire il suo punto debole, grazie a delle riprese rallentate. Rio capisce che deve attaccare Jinrai nel momento in cui si ferma per mirare e con questo stratagemma lo fa esplodere. |                   |                   |
| 25 | I tre fratelli Aeros 「エアロス三兄弟 大噴火作戦」 - Earosu sankyōdai dai funka sakusen | 20 maggio 1973    | 10 marzo 1980     |
| 25 | Il dottor Inferno pianifica un'esplosione del monte Fuji, stimolato dai tre mostri meccanici Aeros B1, B2 e B3. I primi due robot agiscono con successo perforando la crosta di terreno e aspirando al di fuori il magma. Rio e Sayaka giungono sul posto per sventare il piano diabolico ma Afrodite A rimane intrappolata sotto una frana. Mazinga Z riuscirà comunque a frantumare il terzo robot salvando il Giappone da una violenta eruzione. |                   |                   |
| 26 | Rio contro Ashura, faccia a faccia 「激突！サムライ甲児対あしゅら機械獣」 - Gekitotsu! Samurai Kōji tai Ashura kikaijū | 27 maggio 1973    | 11 marzo 1980     |
| 26 | Il dottor Inferno capisce che per essere davvero forte quanto Mazinga Z deve combinare una potenza meccanica con un'intelligenza umana e incarica il barone Ashura per comandare il mostro meccanico Dina V5. Rio e Shiro scoprono che il ladro delle loro galline è una cagna randagia e si mettono al suo inseguimento. I ragazzi incontrano un giovane mendicante che si prende cura di lei e non la punisce per i suoi misfatti, venendo addirittura alle maniere forti con Rio. Tuttavia il barone Ashura ha cominciato il suo attacco e Rio deve difendere l'istituto, quindi abbandona momentaneamente la rissa. Mazinga Z allontana Dina V5 dalla base, ma durante il combattimento la cagna viene ferita a morte; per fortuna Ashura, in difficoltà, si ritira. Il ragazzo incolpa Rio della morte della sua bestiola, spiegandogli che tutto ciò che faceva era per sfamare i suoi cuccioli. Una maschera di ferro assiste al discorso e riferisce tutto al barone Ashura, che nella notte uccide uno dei tre cuccioli orfani. Il ragazzo è furioso e si reca a casa di Rio per suonargliele di santa ragione, ritenendolo ancora una volta responsabile, e Rio incassa i colpi senza reagire, finendo col danneggiarsi la vista. Ashura è pronto per tornare all'attacco e Rio vuole combatterlo a tutti i costi, nonostante la sua cecità. Il ragazzo mendicante si accorge del duello e parteggia per il nemico, ma quando Sayaka gli dice la verità su Rio, subito passa dalla parte di Mazinga Z, guidando il pilota con la voce. Il barone Ashura riesce a far espellere in tempo la cabina di comando e fuggire prima che Dina V5 venga fuso. |                   |                   |
| 27 | La cattura di Afrodite A 「アフロダイA 生捕り作戦」 - Afurodai A ikedori sakusen | 3 giugno 1973     | 6 marzo 1980      |
| 27 | Il barone Ashura mette in atto il piano del dottor Inferno che consiste nello studio di Afrodite A per costruire un robot simile e distruggere Mazinga Z. Con il mostro meccanico Belgas V5, Sayaka viene attirata nei sotterranei di un'isola e catturata dal barone Ashura, che fa analizzare Afrodite A. Mazinga Z arriva sull'isola e mentre sta cercando il passaggio nascosto viene attaccato da Belgas V5. Rio non lo distrugge completamente e approfitta del suo ritorno alla base per individuare l'entrata. Rio incendia tutti i dati raccolti su Afrodite A e scappa insieme a Sayaka. |                   |                   |
| 28 | Un inviato oscuro... Piano per rubare la superlega 「黒い指令 超合金略奪作戦」 - Kuroi shirei chō gōkin ryakudatsu sakusen | 10 giugno 1973    | 23 ottobre 2015   |
| 28 | Il dottor Inferno crea una maschera di ferro con le sembianze del professor Yumi e lo dà al barone Ashura, che rapisce il vero professore e libera il mostro meccanico Hogas D5. Mazinga Z interviene, e la maschera di ferro comunica a Rio delle informazioni sbagliate sul mostro per metterlo in difficoltà. Sayaka si accorge dell'inganno e corre ad aiutare Mazinga Z, ma i ragazzi si fermano quando si accorgono che Yumi è in ostaggio di Ashura. Yumi riesce a liberarsi e Mazinga Z uccide il nemico. |                   |                   |
| 29 | Una vittoria in extremis 「大逆転 マジンパワー!!」 - Dai gyakuten majinpawā!! | 17 giugno 1973    | 12 marzo 1980     |
| 29 | Il nuovo mostro meccanico del dottor Inferno, Grengus C3, possiede uno strumento che può surriscaldarsi fino a 10.000 gradi e incendiare qualunque cosa. Afrodite A è la prima a subirlo, ma per fortuna, Sayaka ne resta illesa. In seguito, Grengus C3 si scontra con Mazinga Z e mette fuori uso tutte le sue armi, tanto che Mazinga Z rischia di rimanere sconfitto. Il mostro meccanico ne approfitta per andare a distruggere l'istituto di ricerca; il professor Yumi riesce appena in tempo a comunicare con Rio, che riprende i sensi e torna alla base per proteggerla. Anche stavolta Mazinga Z non può usare le armi, e Rio segue la tattica suggeritagli dal professor Yumi: rimane fermo, si fa prendere dal mostro e al momento giusto riprende i comandi, e sbatte Grengus C3 al suolo, distruggendolo completamente. |                   |                   |
| 30 | I ladri di diamanti 「危うしシローマジンガーZ出動せよ!!」 - Ayaushi Shirō Majingā Z shutsudō seyo!! | 24 giugno 1973    | 13 marzo 1980     |
| 30 | Brutus M3 è il nuovo mostro meccanico del dottor Inferno che, con due grossi diamanti sul petto, trasforma ogni oggetto in energia, che poi risucchia in sé. Due cercatori d'oro se ne accorgono e riescono a staccare uno dei due diamanti, ma finisce nelle mani di Shiro, Boss e gli altri che passavano per di là. Durante il loro litigio per il possesso del grosso diamante, il mostro meccanico viene a riprenderselo, costringendo i nostri amici in una caverna, dove restano intrappolati. Shiro invia un piccione viaggiatore a suo fratello, che corre in soccorso con Mazinga Z, e distrugge il mostro. |                   |                   |
| 31 | I tre mostri volanti 「人質機械獣 電磁波作戦」 - Hitojichi kikaijū denjiha sakusen | 1º luglio 1973    | 17 marzo 1980     |
| 31 | Il dottor Inferno fa rapire tre professori dall'istituto di ricerca per l'energia fotoatomica facendoli credere morti, li ipnotizza e li mette ai comandi dei mostri meccanici P1, P2 e P3. I mostri meccanici attaccano la città e Mazinga Z interviene in sua difesa, ma quando Hirashi, il figlio di uno dei tre professori, scopre che alla guida di un robot c'è suo padre, Rio è costretto a fermarsi. Mazinga Z si ritira in una foresta e i mostri meccanici lo inseguono e gli infliggono dei colpi con un raggio magnetico. Per fortuna Nossori, Morimori e Sewashi finiscono in tempo un'arma in grado di annullare il raggio nemico e lo affidano a Sayaka, che sale a bordo di Afrodite A e salva Rio. |                   |                   |
| 32 | Cerberus J3, il robot a tre teste 「恐怖の三っ首機械獣」 - Kyōfu no san kkubi kikaijū | 8 luglio 1973     | 18 marzo 1980     |
| 32 | Cerberus J3, il nuovo mostro meccanico volante del dottor Inferno, attacca la città e Mazinga Z va ad affrontarlo. Entrambi i robot si danneggiano e necessitano di riparazioni. Rio guarda giocare Shiro con un aereo e si fa venire un'idea. Rio fa diventare i missili del petto di Afrodite A più grandi, che poi sfrutterà nel combattimento per afferrarli e volare. Grazie alla nuova abilità, seppur temporanea, di Mazinga Z, Rio ha la meglio su Cerberus. |                   |                   |
| 33 | Attacco aereo 「大空襲！バラスKは空の無法者」 - Dai kūshū! Barasu K wa sora no muhōmono | 15 luglio 1973    | 20 marzo 1980     |
| 33 | Mazinga Z non può nulla contro il nuovo mostro volante Baras K9, quindi il professor Yumi prende il primo aereo per New York e incontra il professor Smith per una consulenza. I professori preparano un progetto per far volare Mazinga Z, ma nel viaggio di ritorno Baras K9 fa precipitare l'aereo e il barone Ashura prende in ostaggio Yumi e gli altri passeggeri. Rio deve consegnare Mazinga Z in cambio della vita delle persone, e il mostro meccanico lo attacca di sorpresa oscurando il vetro dell'aliante slittante. Rio deve ricorrere al radar per individuare Baras K9 e distruggerlo. Il barone Ashura fallisce ma porta al dottor Inferno il progetto del miglioramento di Mazinga Z. Il professor Yumi però si ricorda ancora tutti i dettagli discussi con il professor Smith, ed è pronto a mettersi al lavoro anche senza il progetto. |                   |                   |
| 34 | Battaglia nel cielo 「紅い稲妻 空とぶマジンガー」 - Akai inazuma sora tobu Majingā | 22 luglio 1973    | 21 marzo 1980     |
| 34 | All'istituto di ricerca per l'energia fotoatomica si inizia a costruire il Jet Scrander con la lega Japanium, che permetterà a Mazinga Z di volare. Il dottor Inferno però costruisce il mostro meccanico volante Genocider F9 e lo scaglia sul porto a distruggere le navi. Rio non riesce a resistere e parte con Mazinga Z per contrastarlo. Rio però cade in trappola, e mentre lui è al porto, Genocider vola verso l'istituto per distruggerlo. Una spia inviata dal barone Ashura disattiva la barriera per far distruggere il laboratorio e Sayaka e Shiro lo scoprono troppo tardi. I professori non fanno in tempo a collaudare il Jet Scrander e lo lanciano in cielo. Mazinga Z torna in tempo per agganciarsi alle sue nuove ali: ora riesce a volare. Rio non è ancora pratico dei nuovi comandi ma riesce a mantenersi a distanza dal mostro meccanico e a distruggerlo. Adesso che Mazinga Z può volare nel cielo, niente e nessuno potrà mai sconfiggerlo. |                   |                   |
| 35 | Gli specchi abbaglianti di Desma A1 「死神機械獣デスマの猛襲」 - Shinigami kikaijū Desuma no mōshū | 29 luglio 1973    | 1º settembre 1980 |
| 35 | Tutti si sono messi al lavoro per ricostruire l'istituto di ricerca, ma il dottor Inferno non ha intenzione di rimanere in disparte e lancia all'attacco un nuovo mostro meccanico, Desma A1, con poteri ipnotici devastanti. Dopo aver paralizzato Sayaka e Rio mentre erano ai comandi di Afrodite A e Mazinga Z, Desma A1 corre verso l'istituto ancora in costruzione e lo distrugge. Per fortuna Boss aveva avvertito tutto il personale che ha evacuato il cantiere in tempo. Rio si riprende e chiama il Jet Scrander, con il quale torna all'istituto e distrugge il mostro meccanico. |                   |                   |
| 36 | Il mostro dei cinque laghi 「五大湖にすむ変身機械獣」 - Godai go ni sumu henshin kikaijū | 5 agosto 1973     | 19 marzo 1980     |
| 36 | Una coppia di bagnanti, durante un giro in motoscafo sul lago di Hamanaka, vengono terrorizzati da un terribile mostro, Granada E3, ma le ricognizioni delle autorità non portano alcun frutto. Boss, recatosi nottetempo al lago per pescare con Nuke e Mucha, vede personalmente il mostro gigante ma quando corre ad avvisare Rio, il ragazzo lo deride e non gli crede. Shiro però decide di credere alla banda di Boss e insieme tornano tutti e quattro al lago decisi a compiere un ulteriore sopralluogo. I ragazzi, durante l'escursione in barca, vengono sorpresi dal mostro dalle sembianze di una balena che li inghiotte nella sua pancia ad eccezione di Boss. Fortunatamente Shiro riesce a dare l'allarme e Rio e Sayaka si fiondano subito presso la zona del lago. I due incontrano una vecchia megera che vaneggia di una maledizione, affermando di poter controllare il mostro. Sayaka, durante un corpo a corpo con la strega, finisce in acqua e viene inghiottita dal mostro. Il professor Yumi, giunto sul posto, spiega a Rio che esistono cinque laghi nella zona e che probabilmente sono legati da passaggi sotterranei, il che spiegherebbe le improvvise sparizioni del mostro. Rio, a bordo di Mazinga Z, bracca il nemico lungo i tunnel segreti. Quando la balena meccanica viene catturata la megera si rivela di nuovo: si tratta del barone Ashura che minaccia Rio di uccidere gli ostaggi e l'eroe deve cedere, nonostante abbia scoperto che il nemico sta raccogliendo uranio per realizzare un ordigno per il dottor Inferno. Il mostro lascia la zona di battaglia ma Sayaka e gli altri riescono a fuggire dalla pancia del mostro. Mazinga Z a questo punto può combattere senza remore: dopo una lunga e sofferta battaglia aerea Rio riesce a trionfare sul mostro e sventare la minaccia atomica del dottor Inferno. |                   |                   |
| 37 | Sabotaggio! 「闇からの使者 スクランダー必殺」 - Yami kara no shisha Sukurandā hissatsu | 12 agosto 1973    | 3 settembre 1980  |
| 37 | Boss e Sayaka vengono catturati da Multicipite Q9, un mostro meccanico in grado di diventare invisibile. Rio entra subito in azione con Mazinga Z ma il mostro si nasconde e il ragazzo non può difendersi. Una maschera di ferro travestita da professor Smith entra nell'istituto di ricerca e piazza una bomba sul Jet Scrander, che, secondo i piani del barone Ashura, farà esplodere Mazinga Z al momento dell'aggancio. Mentre Rio richiama le sue ali, il professor Yumi lo avverte di scansare il pericolo e fa tornare il Jet alla base. Gli scienziati individuano e annullano la bomba, così Rio può usare il Jet Scrander per sconfiggere il mostro meccanico. |                   |                   |
| 38 | Minerva X, un robot misterioso 「謎のロボット ミネルバX」 - Nazo no robotto Mineruba X | 19 agosto 1973    | 6 novembre 2015   |
| 38 | Il dottor Inferno realizza il progetto di Minerva X, pensata dal professor Kabuto come partner di Mazinga Z. Minerva però possiede il circuito compagno, un diamante posizionato all'altezza dell'ombelico che le fa ignorare i comandi del barone Ashura per non far del male a Mazinga Z. Rio si accorge che tra i due robot c'è del tenero e Sayaka è gelosa di Minerva. Il dottor Inferno ordina al mostro meccanico Arcerian J5 di distruggere il circuito compagno, così Minerva X va ad attaccare la centrale nucleare. Mazinga Z non riesce a farla tornare in sé e Afrodite A è costretta a danneggiarla gravemente. Nemmeno il nuovo circuito compagno realizzato dal professor Yumi riesce a farla ritornare in vita, così Minerva X viene sepolta nel fondo dell'oceano. |                   |                   |
| 39 | L'ultima occasione di Ashura 「捨身の挑戦！真紅の海のサルード」 - Shashin no chōsen! Shinku no umi no sarūdo | 26 agosto 1973    | 4 settembre 1980  |
| 39 | Il dottor Inferno sceglie un nuovo braccio destro: il conte Blocken, che sostituirà il barone Ashura se fallirà la sua prossima missione. Il barone Ashura sfrutta l'energia sismica accumulatasi nelle profondità marine per devastare Tokyo, usando il mostro meccanico Zarigan G8 per scatenare un terremoto. Rio si attiva subito e, con Mazinga Z, va a distruggere il mostro meccanico ma viene catturato e portato nella fortezza sottomarina Salus. Il professor Yumi e Sayaka fanno esplodere il vulcano accanto al quale si trova Salus, e Rio coglie l'occasione per liberarsi e distruggere il mostro meccanico e la fortezza sottomarina. Il barone Ashura è riuscito a scappare fallendo la missione, ma il dottor Inferno decide di tenerlo in vita e di farlo collaborare con Blocken. |                   |                   |
| 40 | La fortezza volante del conte Blocken 「悪魔の支配者 ブロッケン伯爵」 - Akuma no shihaisha Burokken hakushaku | 2 settembre 1973  | 5 settembre 1980  |
| 40 | Il dottor Inferno mette a disposizione del conte Blocken una fortezza aerea chiamata Guru e un'armata di elmetti di ferro. Blocken usa la fortezza volante per distruggere gli aerei di linea e, all'arrivo di Mazinga Z, lancia il mostro meccanico Grader F3. Il mostro meccanico distrugge il luna park dove Shiro, Sayaka, Boss e amici stanno passando la giornata e Rio si mobilita all'istante per contrastarlo. Al luna park, Rio rischia di calpestare i suoi amici con Mazinga Z, ma Shiro si fa notare con uno specchietto. Mazinga Z non può muoversi ma con il Jet Scrander si alza in cielo e sconfigge il mostro meccanico. |                   |                   |
| 41 | La vendetta del conte Blocken 「折れた翼 大空の死闘」 - Oreta tsubasa ōzora no shitō | 9 settembre 1973  | 8 settembre 1980  |
| 41 | Rio si allena da diversi giorni in assenza di forza di gravità per affrontare le situazioni di combattimento nell'alta atmosfera terrestre. Gli elmetti di ferro spiano la situazione e la riferiscono al conte Blocken, che invia il mostro meccanico Kirma K5 che possa mettere Rio in difficoltà proprio in tali situazioni. Afrodite A cerca di reagire al mostro ma inutilmente, ed è necessario l'intervento di Mazinga Z. Il nemico porta Mazinga ad alta quota, dove Rio, non ancora allenato, subisce l'attacco del mostro e il Jet Scrander viene danneggiato seriamente. Rio riesce a rientrare alla base ma il mostro torna alla carica. La barriera dell'istituto di ricerca viene infranta senza difficoltà, così Sayaka monta su Afrodite A e Rio sull'Aliante slittante. Il mostro di Blocken è più forte del previsto e si decide di usare comunque Mazinga col propulsore danneggiato. Il combattimento si sposta nell'alta atmosfera e Mazinga Z perde parte dell'ala danneggiata e piomba in picchiata, ma grazie ad un'abile mossa il mostro meccanico viene distrutto. |                   |                   |
| 42 | Bombardamento a tappeto 「魔の指令!!空陸集中攻撃」 - Ma no shirei!! Kūriku shūchū kōgeki | 16 settembre 1973 | 9 settembre 1980  |
| 42 | Una nube anomala compare sul radar e Mazinga Z interviene prontamente. Rio insegue la nuvola, che nasconde la fortezza del malvagio conte Blocken. Il suo piano prevede di distrarre Mazinga mentre il mostro meccanico Deltan V8 devasta la città. Richiamato da Afrodite, Rio torna sulla terra per battersi col mostro ma anche lui, come la navetta volante, scompare in una nube di fumo. Dopo attente analisi alla base si scopre che il mostro si nasconde nelle profondità del lago antistante l'istituto. Mazinga Z parte all'attacco ma viene trascinato sul fondo; quando guadagna la superficie subisce anche l'attacco della navicella ma grazie all'abilità di Rio, Mazinga riesce a liberarsi e volare nel cielo con il Jet Scrander. La coppia di nemici dirige allora la sua attenzione sull'istituto di ricerca, ma il combattimento non ha fine e sfruttando una pessima mossa di Blocken, Mazinga riesce a sconfiggere i nemici e salvare la situazione. |                   |                   |
| 43 | Bandiera bianca 「突撃!!パラシュート奇襲部隊」 - Totsugeki!! Parashūto kishū butai | 23 settembre 1973 | 10 settembre 1980 |
| 43 | Un nuovo mostro meccanico, Jyron G1, si presenta di fronte all'istituto di ricerca ma incredibilmente il nemico sventola bandiera bianca. Il conte Blocken propone la pace e richiede lo smantellamento di Mazinga Z come segno di accettazione del patto. Naturalmente si rivela essere un trucco e il nemico mette fuori combattimento il robot di Rio. I soldati di Blocken si lanciano col paracadute sull'istituto e riescono a penetrarvi. Tutti abbandonano la fortezza invasa dai soldati, tranne il professor Yumi e i tre assistenti che vengono catturati. Fortunatamente arriva Mazinga Z che, richiamato il Jet Scrander riparato in extremis, sconfigge il mostro meccanico e mette in fuga Blocken e i suoi soldati. |                   |                   |
| 44 | L'elmetto a energia solare 「大進撃!!新海底要塞ブード」 - Dai shingeki!! Shin kaitei yōsai būdo | 30 settembre 1973 | 11 settembre 1980 |
| 44 | Il nuovo mostro meccanico Rod R2 attacca la città e Rio e Sayaka non esitano a partire. Il nuovo robot si alimenta a energia solare e Afrodite A viene subito spezzata in due. Anche Mazinga Z trova vita dura e il combattimento distrugge mezza città. Il cielo improvvisamente si rannuvola e il mostro è in difficoltà: con il Jet Scrander Rio lo bracca prima per cielo e poi per mare. Sul fondo dell'oceano però Mazinga Z incontra Budu, la nuova fortezza subacquea del barone Ashura e deve battersela in ritirata. Il mostro, tempo dopo, ritorna all'attacco e Mazinga lo riaffronta nei pressi dell'Istituto di ricerca. La lotta è lunga e difficile ma l'abilità di Rio ha il sopravvento. |                   |                   |
| 45 | Decimo anniversario 「悪魔の標的 光子力研究所!!」 - Akuma no hyōteki kōshiryokukenkyūjo!! | 7 ottobre 1973    | 12 settembre 1980 |
| 45 | È il decimo anniversario della fondazione dell'Istituto di Ricerca per l'Energia Fotoatomica e si tiene un ricevimento dove i maggiori scienziati sono stati invitati. Ma durante la festa arriva un mostro meccanico, Basil F7, e Sayaka viene avvisata affinché possa intervenire. Afrodite A affronta il mostro e viene messa in ginocchio. Poco dopo interviene anche Mazinga Z, ma il nemico si avvicina al laboratorio. Mazinga lo bracca ma lo scontro vede vincitore il nemico, che prosegue il suo cammino. L'automa di Ashura attacca il laboratorio e viene suonato l'allarme generale per evacuare gli invitati. Nel frattempo Afrodite A libera Mazinga Z che può tornare a difendere la base e sconfiggere il nemico. |                   |                   |
| 46 | Il bambino abbandonato 「忍法ふたご機械獣登場」 - Ninpō futa go kikaijū tōjō | 14 ottobre 1973   | 15 settembre 1980 |
| 46 | Il dottor Inferno intende far deflagrare l'Istituto di ricerca con una bomba al cobalto e invia due robot gemelli, Brozas S1 e S2, esperti nell'arte dello spionaggio, affinché svolgano l'impresa. Durante un appostamento nei pressi della base i due automi si trovano di fronte ad un neonato abbandonato e sono costretti a fuggire. Le grida e i pianti attirano Rio e il personale della base che lo accolgono all'interno e trovano nella culla una lettera, indicante le ragioni della donna vedova e malata gravemente. Rio si getta alla ricerca della madre mentre i due robot nemici innestano di nascosto due ordigni nella piscina da cui esce Mazinga Z. La donna, sull'orlo di un burrone in cui gettarsi, ascolta involontariamente i discorsi di Ashura con le sue maschere di ferro e viene scoperta. Rio riesce a trovare la donna ma deve affrontare uno dei gemelli Brozas, passando un brutto momento prima di venire salvato da Boss e la sua banda. Rio torna alla base per prendere Mazinga mentre la donna riprende i sensi e li avvisa della presenza della bomba. Boss sfreccia alla base per avvertire Rio della bomba appena in tempo. A bordo di Mazinga Z, Rio va a distruggere i mostri meccanici ma Ashura ha degli ostaggi. Grazie ad un'abile mossa, gli amici di Rio vengono liberati e i mostri meccanici vengono distrutti. La madre ora può riabbracciare il pargoletto. |                   |                   |
| 47 | Ashura e Blocken: rivali! 「壮絶！地獄のW作戦」 - Sōzetsu! Jigoku no W sakusen | 21 ottobre 1973   | 16 settembre 1980 |
| 47 | Mandera M3, un mostro meccanico affidato al barone Ashura, attacca e distrugge diverse navi nel mare del Giappone; in realtà si tratta di un espediente per allontanare Mazinga Z dall'Istituto di Ricerca per l'Energia fotoatomica e permettere così al conte Blocken, supportato dal mostro meccanico Bosra Q5, di assediare la base diretta dal professor Yumi. Quando Ryo (Koji) viene gravemente ferito, tutto sembra perduto.. ma la rivalità tra Ashura e Blocken da una possibilità di vittoria ai nostri eroi. |                   |                   |
| 48 | Il robot di Boss 「ボスロボット 戦闘開始!!」 - Bosu Robotto sentō kaishi!! | 28 ottobre 1973   | 17 settembre 1980 |
| 48 | Alcuni individui mascherati irrompono nell'Istituto di Ricerca per l'Energia fotoatomica e rapiscono gli assistenti del professor Yumi; questa volta non si tratta dei seguaci del dottor Inferno, ma di Boss e i suoi compagni, Nuke e Mucha. I tre teppistelli vogliono far costruire agli scienziati un nuovo gigantesco robot e su di esso affrontare i mostri meccanici assieme a Mazinga Z. Lo scoprirà a sue spese il terribile Kasimor T7, mandato all'attacco dal malvagio barone Ashura. |                   |                   |
| 49 | La rivolta del robot impazzito 「発狂ロボット大奮戦」 - Hakkyō robotto dai funsen | 4 novembre 1973   | 18 settembre 1980 |
| 49 | Boss, preso in giro da Ryo e Sayaka per la goffaggine del suo robot, decide di ritirarsi sui monti, dove intende allenarsi, ma viene preso di mira dal malvagio conte Blocken che invia contro di lui il mostro meccanico Gumbin M5. Questo, dopo aver plagiato il ragazzo col suo terribile raggio ipnotico, lo spinge ad attaccare l'Istituto di Ricerca per l'Energia fotoatomica. Ryo deve così combattere contro il mostro meccanico e allo stesso tempo fronteggiare il suo amico. |                   |                   |
| 50 | La caduta del Jet-Scrander 「撃墜!!ジェット・スクランダー」 - Gekitsui!! Jetto Sukurandā | 11 novembre 1973  | 19 settembre 1980 |
| 50 | Il dottor Inferno affida al perfido Blocken la sua nuova creazione: Braver A3. Quando il mostro meccanico compie il suo assalto, Boss Robot e Afrodite A intervengono prontamente e, dopo un breve scontro, pensano di averlo distrutto. Purtroppo si tratta di un trucco; il robot è infatti capace di scomporsi e riassemblarsi a piacimento. Quando Mazinga Z interviene, anche Ryo si fa imbrogliare, e il nemico riesce a compiere la sua vera missione: abbattere il Jet-Scrander. |                   |                   |
| 51 | Una taglia su Rio 「地獄の暗殺者 ドクロ軍団！」 - Jigoku no asashin dokuro gundan! | 18 novembre 1973  | 22 settembre 1980 |
| 51 | Dopo l'ennesimo insuccesso, il barone Ashura escogita un nuovo piano per liberarsi di Ryo e di Mazinga Z: mette così una grossa taglia sulla testa del pilota. Diversi criminali delle città sono pronti a tutto per incassare i soldi promessi dal malvagio Barone. |                   |                   |
| 52 | Le conseguenze di un litigio 「甲児ピンチ！さやかマジンガー出動！」 - Kōji pinchi! Sayaka Majingā shutsudō! | 25 novembre 1973  | 23 settembre 1980 |
| 52 | A causa di un equivoco Ryo e Sayaka litigano violentemente. Intanto il Barone Ashura scatena sul porto il potentissimo mostro meccanico Tarison M1. Quando Mazinga Z e Afrodite A si trovano a combattere contro il nemico, non riescono a collaborare tra loro a causa del litigio e Ryo rimane ferito gravemente. In seguito, Tarison M1 torna all'attacco e Sayaka, in preda al rimorso, decide di affrontarlo a bordo di Mazinga Z. |                   |                   |
| 53 | La doppia trasformazione di Fayzer V1 「二段変身!!目くらまし機械獣」 - Nidan henshin!! Me kuramashi kikaijū | 2 dicembre 1973   | 24 settembre 1980 |
| 53 | Boss e la sua banda incontrano il terribile mostro Fayer V1, un mostro in grado di diventare minuscolo o gigantesco in base alle situazioni. Il robot si dirige indisturbato verso l'Istituto di ricerca per l'energia fotoatomica grazie ad un congegno che disturba i radar della base. Afrodite A e Mazinga Z intervengono per eliminare la minaccia. |                   |                   |
| 54 | Un super pugno a razzo 「炸裂!!強力ロケットパンチ!!」 - Sakuretsu!! Kyōryoku rokettopanchi!! | 9 dicembre 1973   | 25 settembre 1980 |
| 54 | Il Dottor Inferno rimprovera il conte Blocken e il Barone Ashura per i loro continui fallimenti. Intanto all'Istituto di ricerca per l'energia fotoatomica il professor Yumi cerca di potenziare Mazinga Z. Quando il mostro meccanico Jaser I1 attacca la città, Ryo corre ad affrontarlo, nonostante sia costretto presto a ritirarsi. Solo l'aiuto di un nuovo potente pugno del robot sistemerà la situazione. |                   |                   |
| 55 | Sulle nevi del Fuji 「富士山 大直滑降作戦」 - Fujisan dai chokkakkō sakusen | 16 dicembre 1973  | 26 settembre 1980 |
| 55 | Una tremenda tempesta di neve mette fuori uso il radar dell'Istituto di ricerca per l'energia fotoatomica. Il Dottor Inferno decide così di approfittarne e affida il compito al malvagio Blocken. Sayaka e Shiro vengono attaccati dai soldati di ferro del Conte. Ryo, giunto in soccorso con Mazinga Z, deve vedersela con Rogen G3, un terribile mostro meccanico che lo metterà in seria difficoltà. |                   |                   |
| 56 | Il furto della super lega Z 「強奪された超合金Z！」 - Gōdatsu sa reta chō gōkin Z! | 23 dicembre 1973  | 29 agosto 1981    |
| 56 | Per riuscire a mettere le mani sul prezioso Japanium, Ashura e Blocken decidono di collaborare; solo grazie alla Superlega Z potranno sperare di fronteggiare il loro avversario. Riescono così ad introdurre una spia nelle miniere dove il materiale viene estratto; l'intero Giappone corre un rischio elevatissimo, dato che stavolta il piano dei due malfattori sembra funzionare. |                   |                   |
| 57 | Il dottor Inferno occupa il Giappone! 「Dr.ヘル 日本占領!!」 - Dr. Heru Nihon senryō!! | 30 dicembre 1973  | 3 dicembre 2015   |
| 57 | Il dottor Inferno scende in campo per affrontare direttamente Mazinga Z; riesce così a catturare l'avversario. Con Ryo fuori combattimento, l'Istituto di ricerca per l'energia fotoatomica è in balia delle armate di Blocken e Ashura. Inoltre il mostro meccanico Valmos Q7 riesce a neutralizzare le difese della base. La situazione diventa davvero tragica. |                   |                   |
| 58 | La fortezza dell'Isola Inferno! 「前線基地 地獄城!!」 - Zensen kichi Jigoku Jō!! | 6 gennaio 1974    | 4 dicembre 2015   |
| 58 | Ritenuto responsabile del fallimento della precedente operazione, il barone Ashura viene punito dal dottor Inferno; tuttavia al barone viene data un'ultima occasione: dovrà costruire un avamposto sulla costa giapponese. Intanto Blocken invia i suoi soldati a casa di Ryo, che scampato al pericolo, deve poi vedersela col mostro meccanico Giant F3. |                   |                   |
| 59 | La dichiarazione di guerra del Diavolo dall'Isola Inferno! 「地獄城 悪魔の戦闘宣言!!」 - Jigoku Jō Akuma no sentō sengen!! | 13 gennaio 1974   | 7 dicembre 2015   |
| 59 | Mentre Mazinga Z è in riparazione, il mostro meccanico Titan G9 attacca la città, seminando il panico. Afrodite A e Boss robot cercano di fermarlo invano. Intanto Ryo cerca di prendere tempo per le riparazioni utilizzando l'aliante slittante. |                   |                   |
| 60 | Mazinga Z ha un'arma segreta! 「マジンガーZ 秘密兵器発射!!」 - Majingā Z himitsu heiki hassha!! | 20 gennaio 1974   | 8 dicembre 2015   |
| 60 | Mentre l'istituto del professore Yumi è bombardato dalla armate di Blocken, il barone Ashura invia il suo mostro meccanico Croce Mortale V9. Mazinga Z si scaglia all'attacco ma le sue armi risultano inefficaci contro il nemico.. Solo un asso nella manica risolverà la situazione. |                   |                   |
| 61 | La canzone di Reno X1, il robot del destino 「宿命のロボット ラインXの歌」 - Shukumei no robotto Rain X no uta | 27 gennaio 1974   | 9 dicembre 2015   |
| 61 | Shiro incontra per caso Lorelei, una ragazzina il cui padre, Heinrich, un bizzarro ingegnere col volto sfigurato, sostiene di poter costruire un robot più forte di Mazinga Z. Heinrich perde la vita dopo un attacco del barone Ashura e del suo mostro River F9, ma poco prima rivela a sua figlia di averla dotata di un incredibile potere: fondendosi con un gigantesco corpo tecnologico può dare vita a Reno X1. |                   |                   |
| 62 | Possibile?! Boss Robot vola 「意外?!ボスロボット空中飛行」 - Igai?! Bosu Robotto kūchū hikō | 3 febbraio 1974   | 10 dicembre 2015  |
| 62 | Un mostro meccanico attacca la città ma viene messo in fuga da Mazinga Z. Intanto Boss prova a convincere gli scienziati dell'Istituto di ricerca per l'energia fotoatomica a dotare il suo robot di ali. Il progetto non è realizzabile e Boss ruba il dispositivo di comando del jet Scrander. Mazinga Z deve affrontare Knighturn 03 senza di esso. |                   |                   |
| 63 | Bella e molto pericolosa 「爆弾を抱えた美少女」 - Bakudan o kakaeta bishōjo | 10 febbraio 1974  | 11 dicembre 2015  |
| 63 | Il Barone Ashura cattura Hitomi, un'amica di Ryo che si occupa del servizio di lavanderia presso l'Istituto di ricerca per l'energia fotoatomica e ne prende le sembianze. In questo modo può introdursi indisturbato nella base e manomettere il radar e il jet scrander. Intanto Blocken attacca col suo mostro meccanico Fungus B7. |                   |                   |
| 64 | Una 007 contro il conte Blocken, il demonio assassino 「女007対ブロッケン殺人鬼」 - On'na 007 tai Burokken satsujinki | 17 febbraio 1974  | 14 dicembre 2015  |
| 64 | La bella Misato arriva all'Istituto di ricerca per l'energia fotoatomica scatenando la gelosia di Sayaka. Intanto il Conte Blocken fa evadere dei carcerati da un blindato della polizia; i malviventi si recano nella base del professor Yumi e ne prendono il controllo. Contemporaneamente il Dottor Inferno attacca col suo mostro meccanico Devil Chief A7. |                   |                   |
| 65 | Il vento trasporta bombe volanti! 「風が運んだ風船爆弾!!」 - Kaze ga hakonda fūsen bakudan!! | 24 febbraio 1974  | 15 dicembre 2015  |
| 65 | Il Dottor Inferno decide di usare dei palloni esplosivi per distruggere i suoi nemici. Mentre Blocken si occupa dei preparativi, Ashura costruisce un nuovo mostro meccanico. Intanto Misato viene accolta ufficialmente dal personale della base del professor Yumi. Quando le bombe cominciano a cadere sulla città, Mazinga Z interviene e si trova a combattere col mostro meccanico Marion P3. |                   |                   |
| 66 | Jenova M9, il killer invisibile 「姿なき殺し屋 ジェノバM9」 - Sugata naki koroshiya Jenoba M9 | 3 marzo 1974      | 16 dicembre 2015  |
| 66 | Il dottor Inferno costruisce il mostro meccanico Jenova M9, un robot dotato di un fucile in grado di colpire il nemico da grande distanza. Ryo, sceso in campo per affrontarlo, viene presto messo in ginocchio dal mostro. Approfittando di questo, Blocken e Ashura attaccano l'Istituto di ricerca per l'energia fotoatomica con la loro fortezza volante. |                   |                   |
| 67 | Trattieni le lacrime, Ryo! Una vita messa sulla croce 「泣くな甲児！十字架にかけた命」 - Nakuna Kōji! Jūjika ni kaketa inochi | 10 marzo 1974     | 17 dicembre 2015  |
| 67 | Ryo salva una ragazza da un gruppo di maschere di ferro. La giovane Erika, che non ricorda nulla del suo passato, è in realtà controllata dal perfido Ashura. Nel tentativo di aiutare la ragazza, Ryo cade nella trappola del barone. Il terribile mostro meccanico Montos Q3 è, quindi, libero di attaccare la città. |                   |                   |
| 68 | Duca Gorgon, il guardiano degli inferi 「地獄の用心棒 ゴーゴン大公」 - Jigoku no yōjinbō Gōgon taikō | 17 marzo 1974     | 18 dicembre 2015  |
| 68 | Il Dottor Inferno, infuriato per i continui fallimenti, distrugge numerosi mostri meccanici all'interno del proprio hangar. Blocken, deciso a recuperare la stima del suo padrone, scaglia sulla città il mostro Skeleton 07. Intanto Ashura raggiunge il regno di Mikene, un reame sotterraneo dove incontra il sinistro duca Gorgon. Ryo, intervenuto per fronteggiare il mostro di Blocken, capisce che avrà un nuovo avversario. |                   |                   |
| 69 | Colpito e sciolto! Serve un nuovo aliante slittante 「空中溶解！ホバーパイルダー」 - Kūchū yōkai! Hobā pairudā | 24 marzo 1974     | 21 dicembre 2015  |
| 69 | Il barone Ashura invia il mostro meccanico Goushios B3 contro Mazinga Z; il mostro è stato messo a disposizione del nuovo alleato duca Gorgon. Ryo capisce che il nemico è potentissimo, dato che possiede un raggio capace di sciogliere qualsiasi metallo, compresa la Superlega Z. |                   |                   |
| 70 | L'inarrestabile comandante "Ryo Kabuto"! 「不死身の指揮官 兜甲児!!」 - Fujimi no shikikan Kabuto Kōji!! | 31 marzo 1974     | 22 dicembre 2015  |
| 70 | Nell'ultimo scontro l'aliante slittante è stato irrimediabilmente danneggiato. Il professor Yumi ne costruisce così una nuova versione, più efficiente e veloce. Blocken approfitta della situazione e grazie ad un mostro meccanico del duca Gorgon, Minos m7, attacca l'Istituto di ricerca per l'energia fotoatomica. |                   |                   |
| 71 | Crisi superata! Nuovo aliante, vai! 「危機突破!!新パイルダーGO!!」 - Kiki toppa!! Shin pairudā GO!! | 7 aprile 1974     | 23 dicembre 2015  |
| 71 | Il nuovo aliante slittante è finalmente pronto, inoltre è in programma un potenziamento anche del Jet Scrander. Tuttavia i lavori su Mazinga Z non sono ancora terminati. Ashura e Gorgon scendono in campo approfittando della situazione, con il mostro meccanico Unicorn E2. Solo la collaborazione tra Afrodite A e Boss robot può risolvere il difficile momento. |                   |                   |
| 72 | La tecnica devastatrice! Turbine di pugni a razzo! 「必殺!!大車輪ロケットパンチ」 - Hissatsu!! Daisharin roketto panchi | 14 aprile 1974    | 24 dicembre 2015  |
| 72 | Il duca Gorgon, furioso per le precedenti sconfitte, invia contro la città il mostro meccanico Apollon A1. Il robot è in grado di generare temperature elevatissime che sciolgono qualsiasi metallo; Mazinga Z interviene. Nel frattempo Blocken riesce a penetrare nell'Istituto di ricerca per l'energia fotoatomica con l'aiuto dei suoi Elmetti di Ferro. |                   |                   |
| 73 | Il sequestro di Mazinga Z 「誘拐されたマジンガーZ」 - Yūkai sa reta Majingā Z | 21 aprile 1974    | 25 dicembre 2015  |
| 73 | Boss, Mucha e Nuke, rimasti senza carburante, pensano di rubarne un po' dall'aliante slittante. Intanto Blocken attacca la città con un nuovo mostro, Kentaur Y7. Mentre Ryo si reca a rifornire l'aliante, il duca Gorgon ne approfitta per rubare Mazinga Z. Il suo intento è farlo cadere sull'Istituto di ricerca per l'energia fotoatomica e uccidere tutti gli occupanti. |                   |                   |
| 74 | Riposa in pace... L'addio di Afrodite A! 「壮烈!!アフロダイAの最後!!」 - Sōretsu!! Afurodai A no saigo!! | 28 aprile 1974    | 28 dicembre 2015  |
| 74 | Mentre Ryo insegna a Misato come guidare una moto, il duca Gorgon invia un mostro meccanico di Mikene, Arpia f7. Ryo, nel tentativo di difendere la base, rimane ferito nel duro scontro e solo Boss robot e Afrodite A possono ribaltare la situazione. Quest'ultima, purtroppo, viene completamente distrutta dal potente nemico. |                   |                   |
| 75 | L'attacco decisivo! La bestia mostro meccanico del duca Gorgon 「決死の攻撃！ゴーゴン機械獣」 - Kesshi no kōgeki! Gōgon kikaijū | 5 maggio 1974     | 29 dicembre 2015  |
| 75 | Dopo la distruzione di Afrodite A, il professor Yumi e i suoi collaboratori discutono sulla soluzione migliore per dare a Sayaka un nuovo robot. Intanto Blocken e Ashura tornano all'attacco con la loro fortezza volante e il mostro meccanico Serpenter I6. Mazinga Z può contare solo sull'aiuto di Boss Robot per fronteggiare il nemico. |                   |                   |
| 76 | La coppia del secolo... Diana A! 「世紀の恋人 ダイアナンA！」 - Seiki no koibito Daianan A! | 12 maggio 1974    | 30 dicembre 2015  |
| 76 | All'Istituto di ricerca per l'energia fotoatomica viene terminata la costruzione del nuovo robot di Sayaka, Diana A. Per guidare il robot alla ragazza viene data una moto, che andrà ad agganciarsi sulla testa del robot. Durante l'allenamento, però, la moto (Scarlet Mobile) viene rubata da una banda di motociclisti e Ryo, nel tentativo di recuperarla, si ferisce. Il perfido Ashura ne approfitta per attaccare col mostro meccanico Drago w1. |                   |                   |
| 77 | La morte bussa alla porta del conte Blocken 「瀕死の参謀 ブロッケン伯爵」 - Hinshi no sanbō Burokken hakushaku | 19 maggio 1974    | 31 dicembre 2015  |
| 77 | Il dottor Inferno affida a Blocken un nuovo mostro meccanico, Blaster A7. Mentre questo cerca di raggiungere l'Istituto di ricerca per l'energia fotoatomica dal sottosuolo, il conte attacca Mazinga Z con la sua fortezza. Nel frattempo anche il barone Ashura interviene nello scontro. |                   |                   |
| 78 | Onore al barone Ashura, riposi in pace nelle acque dell'oceano 「あしゅら男爵 太平洋に散る!!」 - Ashura danshaku taiheiyō ni chiru!! | 26 maggio 1974    | 1º gennaio 2016   |
| 78 | Dopo le numerose sconfitte ricevute, Ashura si reca dal duca Gorgon per chiedere un mostro meccanico in grado di distruggere Mazinga Z. Il duca gli affida il temibile Elephant m3, che si lancia subito sulla città difesa da Diana A e Boss robot. Intanto il barone attacca l'Istituto di ricerca per l'energia fotoatomica. |                   |                   |
| 79 | Mazinga, 1 secondo prima dell'esplosione! 「マジンガー 爆発1秒前!!」 - Majingā bakuhatsu 1 byō mae!! | 2 giugno 1974     | 4 gennaio 2016    |
| 79 | Il dottor Inferno, affranto per la morte di Ashura, costruisce un robot meccanico con le somiglianze del barone. Intanto il duca Gorgon, approfittando dell'assenza di Ryo, attacca con il mostro meccanico Greek p11. Inoltre una pattuglia di soldati di ferro attacca il ragazzo; il professor Morimori, accorso in suo aiuto, riesce a liberarlo ma viene purtroppo ucciso. |                   |                   |
| 80 | Una trappola nell'isola di Bardos 「バードス島の罠にかゝれ!!」 - Bādosu shima no wana ni ka re!! | 9 giugno 1974     | 5 gennaio 2016    |
| 80 | Ryo viene attirato con l'inganno sull'isola di Bardos; Mazinga Z cade così in una trappola e viene bombardato da cannoni manovrati dalle maschere di ferro. Il conte Blocken approfitta della situazione per attaccare l'Istituto di ricerca per l'energia fotoatomica e invaderlo con i soldati di ferro. Come se non bastasse, viene inviato all'attacco anche il mostro meccanico Blacky F2. |                   |                   |
| 81 | Riposa per sempre all'inferno, Ryo Kabuto! 「地獄で眠れ!!兜甲児!!」 - Jigoku de nemure!! Kabuto Kōji!! | 16 giugno 1974    | 6 gennaio 2016    |
| 81 | Ryo, in visita alla tomba del professor Morimori, viene catturato dai soldati di ferro del conte Blocken; il ragazzo viene sostituito da un cyborg messo a punto dal dottor Inferno. La situazione peggiora ulteriormente quando scende in campo anche il mostro meccanico Triple L5, contro cui Diana A e Boss Robot possono fare ben poco. |                   |                   |
| 82 | Mazinga Z nelle mani del male 「悪魔の手に渡ったマジンガーZ」 - Akuma no te ni watatta Majingā Z | 23 giugno 1974    | 7 gennaio 2016    |
| 82 | Nel tentativo di far volare il proprio robot, Boss si imbatte nel mostro meccanico Borg Y2, un uccello robot inviato dal duca Gorgon. Il giovane, spinto dalla voglia di volare, cade nella trappola organizzata dal nemico, che si approfitta della sua ingenuità. |                   |                   |
| 83 | Il visconte Pigmeo! Il manipolatore demoniaco! 「初見参!!妖怪参謀ピグマン子爵!!」 - Uikenzan!! Yōkai sanbō Piguman shishaku!! | 30 giugno 1974    | 8 gennaio 2016    |
| 83 | Il dottor Inferno recluta un nuovo ufficiale, il visconte Pigmeo, un essere dotato di poteri mistici e grande agilità. Quest'ultimo si reca all'Istituto di ricerca per l'energia fotoatomica sconfiggendo Boss Robot. Mazinga Z interviene e deve vedersela anche con il mostro meccanico Kikeros N9. |                   |                   |
| 84 | Gli abissi dell'oceano saranno la tomba di Mazinga Z! 「深海はマジンガーZの墓場だ!!」 - Shinkai wa Majingā Z no hakabada!! | 7 luglio 1974     | 11 gennaio 2016   |
| 84 | Il conte Blocken supplica il duca Gorgon per avere uno dei suoi potenti mostri meccanici. Sayaka e Boss, che si stanno divertendo al mare, vengono attaccati all'improvviso. Ryo, arrivato sul posto per affrontare il nemico, si trova davanti il terrificante Poses o2. La battaglia sottacqua si rivela difficilissima per il robot guidato dal ragazzo. |                   |                   |
| 85 | Mistero! L'attacco dell'ombra nera! 「怪奇!!黒い影の襲撃!!」 - Kaiki!! Kuroi kage no shūgeki!! | 14 luglio 1974    | 12 gennaio 2016   |
| 85 | Approfittando dell'assenza del professor Yumi il malvagio Pigmeo si introduce nell'Istituto di ricerca per l'energia fotoatomica, seminando scompiglio e panico. Il giorno successivo l'attacco continua, Diana A e Boss Robot vengono messi fuori combattimento e Mazinga Z deve vedersela col mostro meccanico Rayas D5. |                   |                   |
| 86 | Attacco generale! La tripla grande operazione mortale! 「総攻撃！死のトリプル大作戦」 - Sō kōgeki! Shi no toripuru dai sakusen | 21 luglio 1974    | 13 gennaio 2016   |
| 86 | Il professor Watson arriva in Giappone e Gorgon è sulle sue tracce. Il perfido duca vuole impedire l'incontro tra lo scienziato e il professor Yumi, dato che assieme potrebbero riuscire a potenziare ulteriormente Mazinga Z. Misato, che deve accompagnare il luminare, corre un grande pericolo. Ryo interviene ma deve vedersela con i mostri Bonest S9 e Perlas DV. |                   |                   |
| 87 | Colpo mortale! L'oscuro visconte Pigmeo! 「爆死!!恐怖のピグマン子爵!!」 - bakushi!! kyoofu no piguman shishaku!! | 28 luglio 1974    | 14 gennaio 2016   |
| 87 | Il malvagio Pigmeo riesce a catturare Shiro, Boss e Sayaka; in cambio vuole l'intero Istituto di ricerca per l'energia fotoatomica. Il professor Yumi non può che cedere al ricatto e la base viene conquistata. La vittoria è praticamente raggiunta per il dottor Inferno ma Pigmeo decide di impadronirsi del mondo da solo e tradisce il suo padrone. |                   |                   |
| 88 | Vivere o morire?! Battaglia fino allo stremo sull'Isola Inferno! 「生か死か?!地獄島必死の攻防戦!!」 - nama ka shi ka?! jigoku too hisshi no kooboo sen!! | 4 agosto 1974     | 15 gennaio 2016   |
| 88 | Il dottor Inferno, ancora turbato dal tradimento di Pigmeo, decide di sferrare un massiccio attacco. Mazinga Z segue la fortezza volante di Blocken fino all'isola Inferno; qui dovrà vedersela col terrificante mostro meccanico Harken Schmit X9. |                   |                   |
| 89 | Nessuna attesa! Miracolo a 4000 metri di profondità! 「待ったなし!!驚異の地底4,000Ｍ（メートル）!!」 - matta nashi!! kyooi no chitei 4, 000 M (meetoru)!! | 11 agosto 1974    | 18 gennaio 2016   |
| 89 | Il duca Gorgon scatena il mostruoso Gilania B5 in mare aperto attaccando delle navi. Ryo, inviato al contrattacco dal professor Yumi, è costretto però a ritirarsi. Il mostro meccanico si dirige così ad attaccare l'Istituto di ricerca per l'energia fotoatomica. |                   |                   |
| 90 | Shiro non può sopportarlo... Nessuno può sostituire sua madre! 「怒れシロー!!母の面影を撃て!!」 - okore shiroo!! haha no omokage o ute!! | 18 agosto 1974    | 19 gennaio 2016   |
| 90 | Il piccolo Shiro si sente abbandonato dal fratello, che non ha tempo di tenergli compagnia. Ryo infatti sta elaborando un piano col professor Yumi per eliminare una volta per tutte le armate nemiche. Il ragazzino si lascia così traviare da una donna misteriosa che afferma di essere sua madre e gli chiede di installare un congegno sul Jet Pilder. |                   |                   |
| 91 | L'ultima chance! Scontro cruciale contro il dottor Inferno! 「ラスト・チャンス!!Dr.ヘル死の決戦!!」 - rasuto. chansu!! Dr. heru shi no kessen!! | 25 agosto 1974    | 20 gennaio 2016   |
| 91 | Finalmente arriva la resa dei conti: all'Istituto di ricerca per l'energia fotoatomica il professor Yumi illustra a Ryo e al suo staff il piano d'attacco. Mazinga Z, Diana A e Boss Robot partono immediatamente, decisi a tentare il tutto per tutto. Il dottor Inferno, abbandonato dal perfido Gorgon, mobilita le sue armate. La battaglia finale infuria! |                   |                   |
| 92 | Duello mortale! Risorgi, potente Mazinga Z! 「デスマッチ!!甦れ我等のマジンガーＺ!!」 - desumacchi!! yomigaere waga too no majingaa Z!! | 1º settembre 1974 | 21 gennaio 2016   |
| 92 | I seguaci del dottor Inferno sono stati eliminati, la guerra è finita e all'Istituto di ricerca per l'energia fotoatomica si fa gran festa. Ma una nuova e ancor più temibile minaccia sta per uscire dalle viscere della terra: si tratta del popolo di Mikene, guidato dall'Imperatore delle Tenebre e dal Generale Nero. Mazinga Z è chiamato nuovamente a sconfiggere il nemico; stavolta però solo un miracolo può salvare la situazione.. |                   |                   |